# 十人十色 (misonoの曲)
「十人十色」（じゅうにんといろ）は、日本の歌手・misonoの8作目のシングル。

## 概要
- 前作「挫折地点」から2か月ぶりのシングル。映像作品『【R-女子】misono meets beauty』と同時発売された。
- 今作はダンス&ロックをテーマに新たな新境地を切り拓く企画「ROCKプロジェクト」の第2弾作品として、GO!GO!7188を迎え制作された[1][2][3]。また、初のノンタイアップシングルとなった。
- ジャケットの異なるCD+DVD規格とCD規格の2形態で発売され、DVDには表題曲のビデオクリップと今作のスポットCM、misonoからのコメント映像が収録された。

## 収録曲
| 全作曲: 中島優美、全編曲: GO!GO!7188。 |                                 |                    |            |      |
| #                                      | タイトル                        | 作詞               | 作曲・編曲 | 時間 |
| 1.                                     | 「十人十色」                    | misono             | 中島優美   | 4:15 |
| 2.                                     | 「ギザギザLIFE」                | misono、ノマアキコ | 中島優美   | 5:24 |
| 3.                                     | 「十人十色 -instrumental-」     |                    | 中島優美   | 4:14 |
| 4.                                     | 「ギザギザLIFE -instrumental-」 |                    | 中島優美   | 5:22 |
| 合計時間:                              | 合計時間:                       | 合計時間:          | 19:15      |      |

### 解説
1. 十人十色
ダイエットと恋愛をテーマに制作された[3]。
2. ギザギザLIFE
3. 十人十色 -instrumental-
表題曲のインストゥルメンタルバージョン。
4. ギザギザLIFE -instrumental-
カップリング曲のインストゥルメンタルバージョン。

## 参加ミュージシャン
- misono：Vocal (#1,2)

support musician
- GO!GO!7188
  - 中島優美：Guitar & Chorus (全曲)
  - ノマアキコ：Bass (全曲)
  - ターキー：Drums (全曲)

## 収録アルバム
- 生 -say- (#1,2)